# Proteína p19/nm23
A proteína p19/nm23 é uma das várias formas de representação da proteína nm23 que ocorre por meio da proteína p19, que é um polipeptídio celular presente em tumores primários que apresentam o gene N-myc amplificado. A sequência de aminoácidos da p19 é idêntica à sequência da proteína humana nm23, o que justifica esta representação.
Proteínas nm23 têm sido bastante estudadas por conta de seu papel na supressão de metástases, apesar da incompreensão exata dos mecanismos moleculares deste fenômeno. Baixos níveis de expressão do gene nm23-H1, que é o codificador da proteína nm23, estão associados ao comportamento metastático. Sabe-se que proteínas nm23 apresentam atividade de nucleosídeo difosfato cinase, devido à grande semelhança entre esta proteína e a subunidade A desta enzima. Além disso, a regulação transcricional comprova a versatilidade destas proteínas.
Contudo, estudos realizados em neuroblastoma, detectaram um alto nível de p19/nm23 em pacientes com estágios avançados deste câncer, quando comparados com pacientes em estágios iniciais. Isso contradisse a associação de baixos níveis de nm23 ao comportamento metastático, sendo a conclusão dos pesquisadores que o gene nm23-H1 gera efeitos distintos em tipos diferentes de tumor.
Foi notada uma maior presença de p19 em pacientes que apresentavam duplicações do gene N-myc, que está relacionado ao desenvolvimento cerebral quando não amplificado, sendo o número de cópias maior de acordo com o aumento do estágio da doença.

## Neuroblastoma
Neuroblastoma é um tipo de câncer comumente desenvolvido em crianças, e geralmente inicia-se a partir de uma mutação genética. Esse câncer tem início nos neuroblastos, células nervosas imaturas, que fazem parte do desenvolvimento do feto. Os neuroblastos vão dar origem ás células fibrosas, nervosas e células que compõem as glândulas suprarrenais.
Essa doença, em estágios avançados está altamente relacionada com o excesso da proteína P19/nm23 e com a amplificação do proto-oncogene N-myc.

## Gene N-myc
O gene N-myc é um proto-oncogene, também chamado de MYCN, e expressa uma proteína proto-oncogênica chamada de hélice-volta-helice. Essa proteína está presente no nucleo e geralmente se encontra dimerizada, sendo importante para o recrutamente de hitonas acetilases, que são responsáveis por permitirem que a transcrição de um gene específico tenha início. Ela é altamente expressa no cérebro do feto e tem papel crucial para o desenvolvimento normal do cérebro[carece de fontes?].
Estudos indicam que a proteína Hélice volta hélice esta relacionada com a proteína expressa pelo RNA de sentido oposto, que também é transcrito pelo gene MYCN. Esse RNA de sentido oposto é chamado de MYCNOS e expressa a proteína NYCM, que inibe a ação da enzima GSK3B, impedindo a degradação da proteína Hélice-volta-hélice.[carece de fontes?]

A amplificação desse gene, juntamente com a grande quantidade da proteína p19/nm23, está associada com estágios avançados do neuroblastoma primário e com a rápida progressão do tumor. Porém, o mecanismo utilizado para a sua amplificação ainda não foi estabelecido.